# Szeszyły
Szeszyły [pronunciación en polaco: /ʂɛˈʂɨwɨ/] es un pueblo ubicado en el distrito administrativo de Gmina Boćki, dentro del Condado de Bielsk, Voivodato de Podlaquia, en el norte de Polonia oriental. Se encuentra aproximadamente a 10 kilómetros al este de Boćki, a 17 kilómetros al sur de Bielsk Podlaski, y a 56 kilómetros al sur de la capital regional Bialystok.